# 主税町 (名古屋市)
主税町（ちからまち）は、愛知県名古屋市東区の地名。現行行政地名は主税町2丁目から主税町4丁目。住居表示未実施。難読地名として知られる。

## 地理
名古屋市東区西部に位置する。東は相生町、西は上竪杉町・白壁、南は橦木町、北は白壁に接する。

## 歴史

### 町名の由来
清洲から名古屋へ都市を移した清洲越しの際に、勘定奉行の野呂瀬主税（のろせちから）が現カトリック主税町教会の地に住んだことから名付けられたと言われる。

### 沿革
- 明治初年 - 愛知郡主税町が成立[1]。
- 1878年（明治11年）12月20日 - 名古屋区成立に伴い、同区主税町となる[1]。
- 1889年（明治22年）10月1日 - 名古屋市成立に伴い、同市主税町となる[1]。
- 1908年（明治41年）4月1日 - 東区成立に伴い、同区主税町となる[1]。
- 1935年（昭和10年）2月15日 - 上竪杉町の一部を編入する[1]。
- 1944年（昭和19年）2月11日 - 栄区成立に伴い、一部が同区主税町として分離される[1]。
- 1945年（昭和20年）11月3日 - 栄区廃止に伴い、同区主税町が中区主税町となる[1]。
- 1946年（昭和21年）4月15日 - 中区主税町が東区主税町に統合される[1]。
- 1980年（昭和55年）2月10日 - 上竪杉町・相生町・橦木町・白壁町の各一部を編入する[1]。一部が橦木町・白壁一丁目および四〜五丁目・相生町・上竪杉町・東外堀町となる[4][1]。

## 世帯数と人口
2019年（平成31年）2月1日現在の世帯数と人口は以下の通りである。
| 町丁   | 世帯数  | 人口    |
| ------ | ------- | ------- |
| 主税町 | 465世帯 | 1,021人 |

### 人口の変遷
国勢調査による人口の推移
| 2000年（平成12年） | 826人 | [ WEB 6 ] |  |
| 2005年（平成17年） | 969人 | [ WEB 7 ] |  |
| 2010年（平成22年） | 982人 | [ WEB 8 ] |  |
| 2015年（平成27年） | 962人 | [ WEB 9 ] |  |

## 学区
市立小・中学校に通う場合、学校等は以下の通りとなる。また、公立高等学校に通う場合、学区は以下の通りとなる。なお、小学校は学校選択制度を導入しておらず、番毎で各学校に指定されている。
| 丁目        | 小学校                                      | 中学校               | 高等学校 |
| ----------- | ------------------------------------------- | -------------------- | -------- |
| 主税町2丁目 | 名古屋市立山吹小学校                        | 名古屋市立冨士中学校 | 尾張学区 |
| 主税町3丁目 | 名古屋市立山吹小学校                        | 名古屋市立冨士中学校 | 尾張学区 |
| 主税町4丁目 | 名古屋市立山吹小学校 名古屋市立東白壁小学校 | 名古屋市立冨士中学校 | 尾張学区 |

## 交通
- 国道41号（空港線）[2]

## 施設
- カトリック主税町教会
- 日蓮正宗妙道寺[5]
- 名古屋東税務署[5]
- 主税町公園[5]
1970年（昭和45年）4月1日供用開始[WEB 12]。
- 主税町東公園[5]
1980年（昭和55年）4月1日供用開始[WEB 12]。
- ちからまち会館[5]
- 聖母幼稚園[5]
- 堀美術館
- ちからどんぐりひろば[WEB 13]

### 組織・企業
- （過去）株式会社アセットマネジメント（ダイテックホールディング）
- 公益財団法人堀科学芸術振興財団

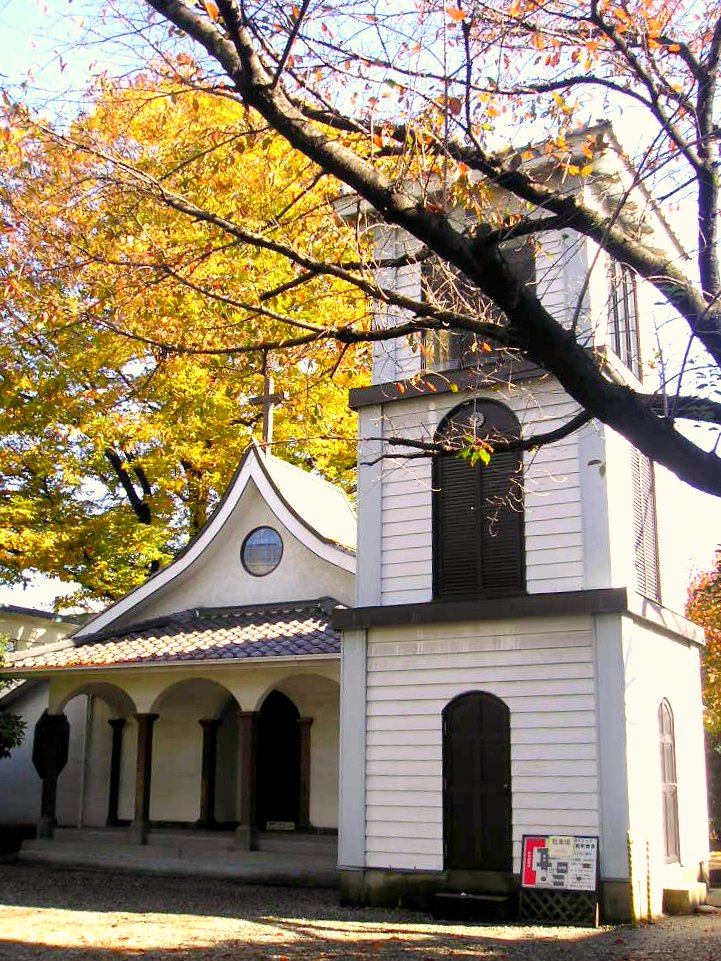
カトリック主税町教会
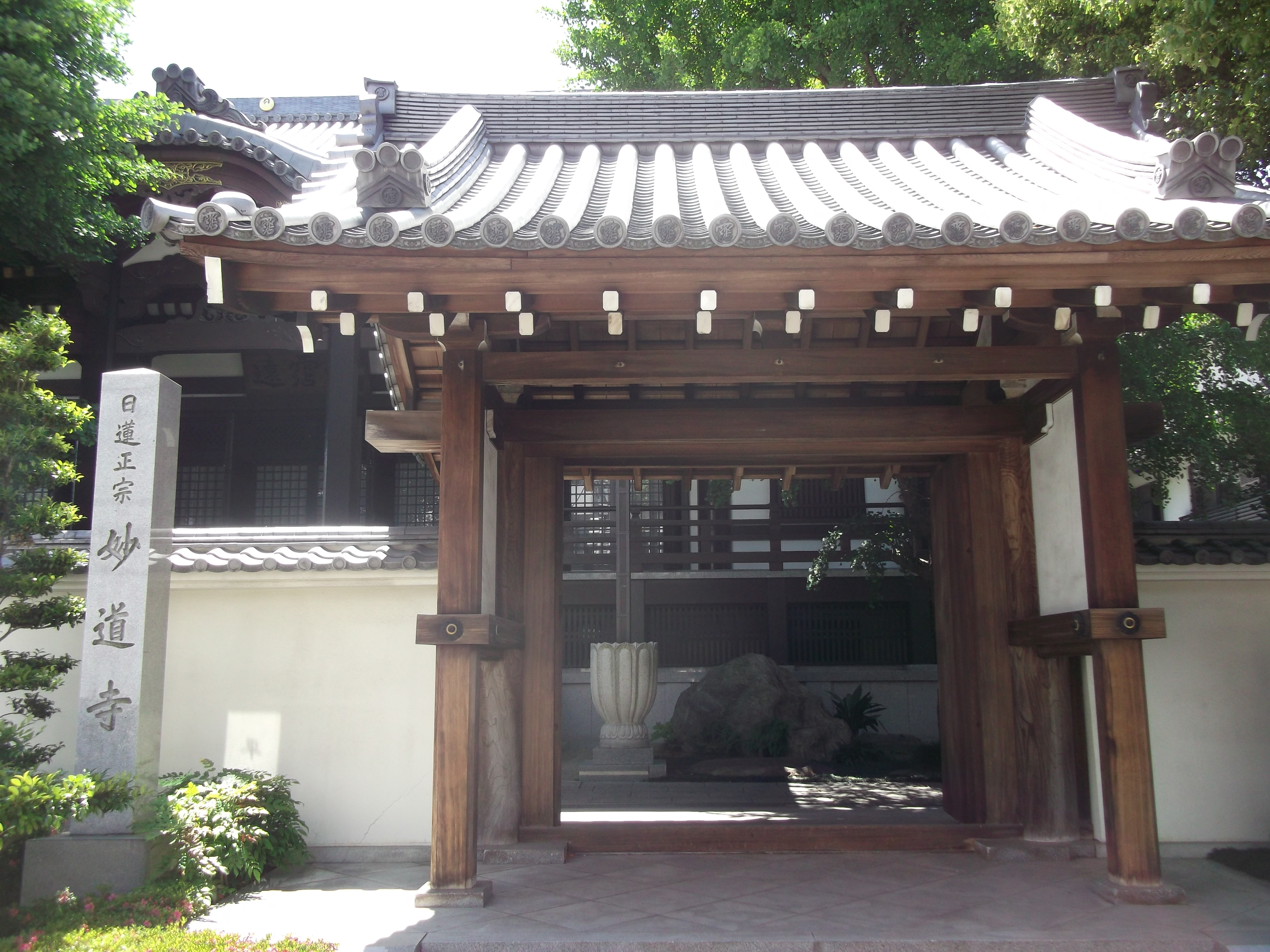
妙道寺
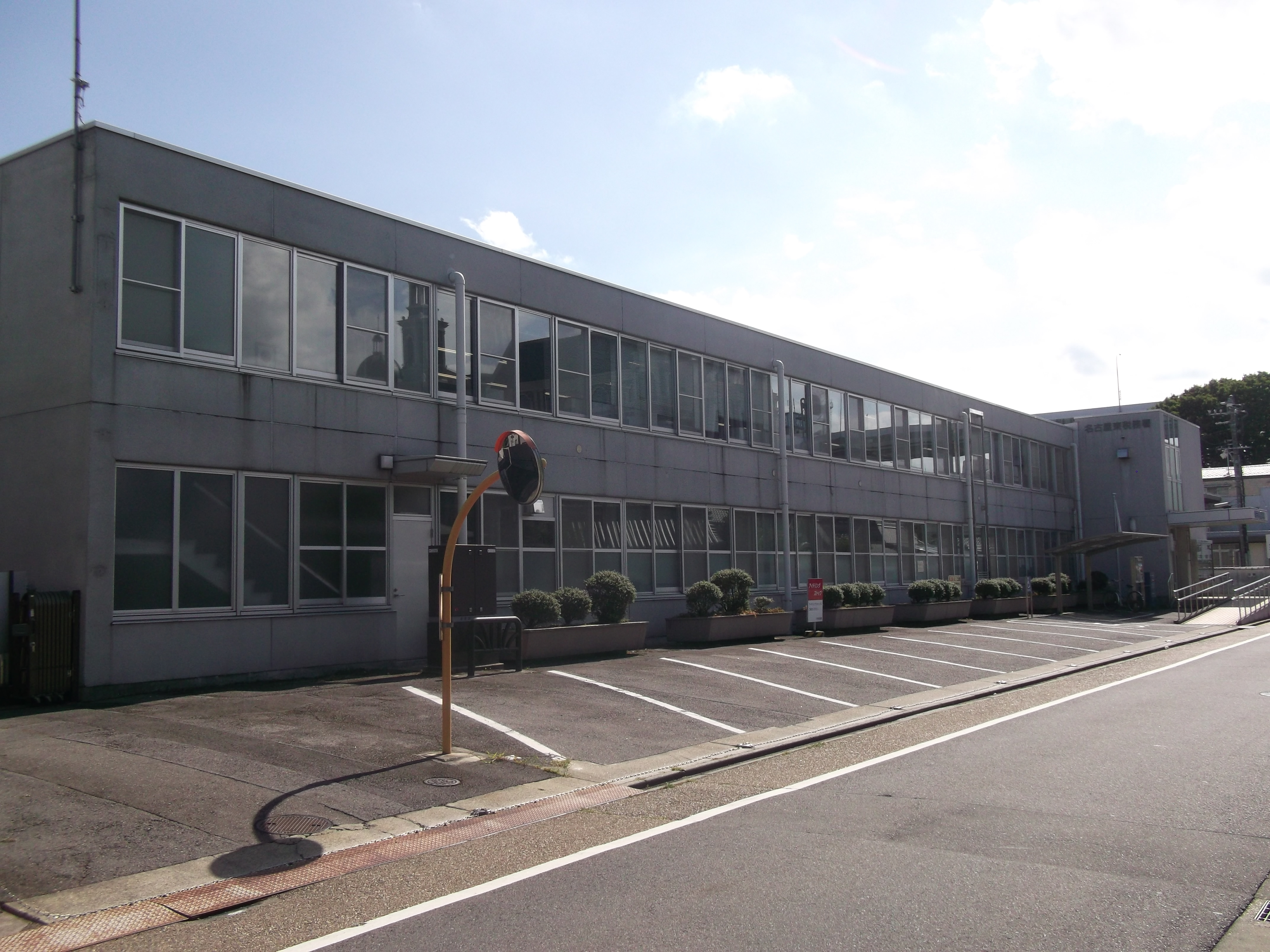
東税務署
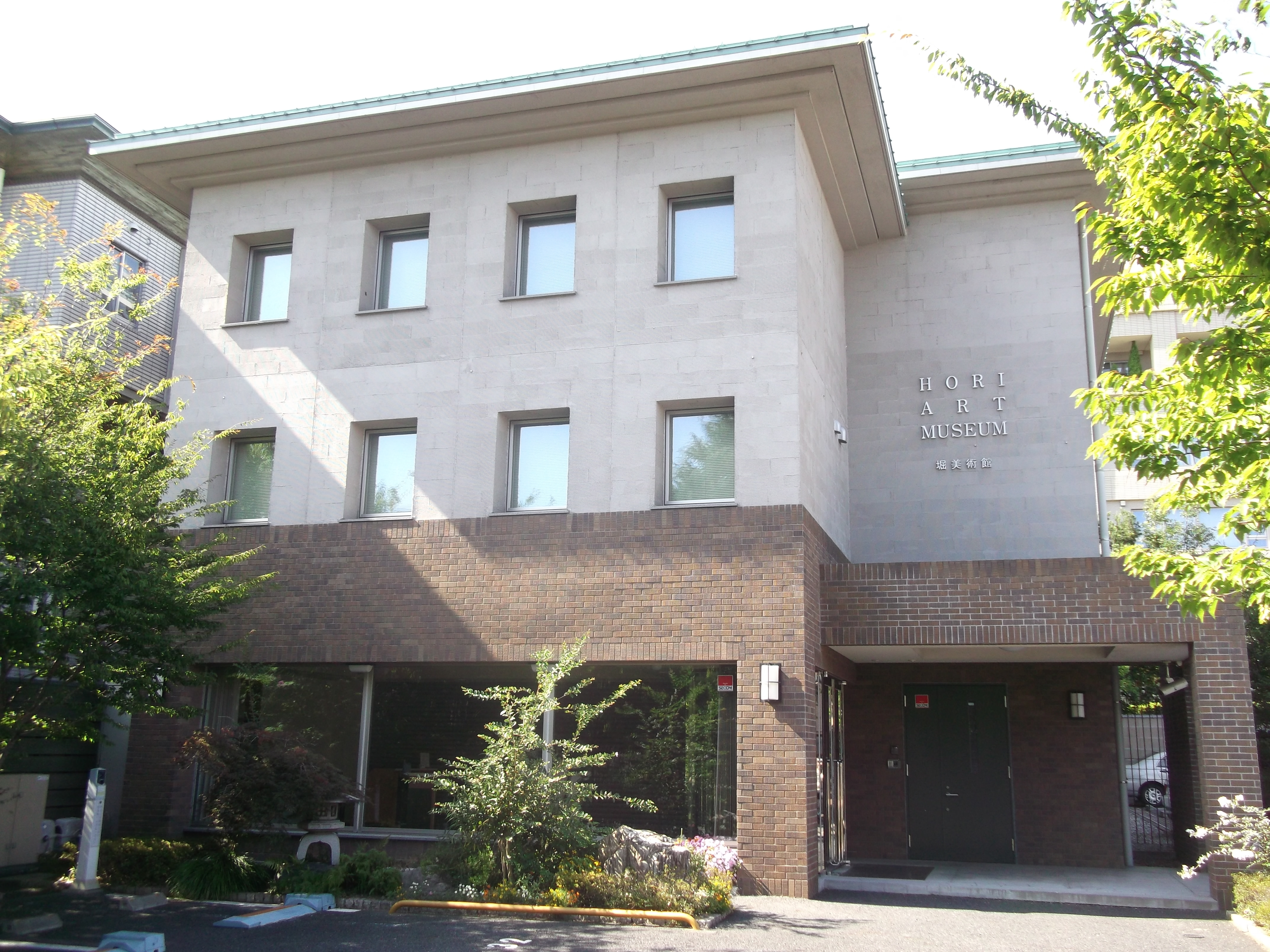
堀美術館

## その他

### 日本郵便
- 郵便番号 : 461-0018[WEB 3]（集配局：名古屋東郵便局[WEB 14]）。

### WEB
1. ↑  “愛知県名古屋市東区の町丁・字一覧”.   人口統計ラボ. 2017年10月7日閲覧。
2. 1 2  “町・丁目(大字)別、年齢(10歳階級)別公簿人口(全市・区別)”.   名古屋市 (2019年2月20日). 2019年3月10日閲覧。
3. 1 2  “郵便番号”.  日本郵便. 2019年3月17日閲覧。
4. ↑  “市外局番の一覧”.   総務省. 2019年1月6日閲覧。
5. ↑  名古屋市役所市民経済局地域振興部住民課町名表示係 (2017年3月15日). “東区の町名一覧”.   名古屋市. 2017年10月7日閲覧。
6. ↑  名古屋市役所総務局企画部統計課統計係 (2005年7月1日). “（刊行物）名古屋の町(大字)・丁目別人口 (平成12年国勢調査) 東区” (xls). 2017年10月8日閲覧。
7. ↑  名古屋市役所総務局企画部統計課統計係 (2007年6月29日). “平成17年国勢調査　名古屋の町(大字)別・年齢別人口 東区” (xls). 2017年10月8日閲覧。
8. ↑  名古屋市役所総務局企画部統計課統計係 (2012年6月29日). “平成22年国勢調査　名古屋の町(大字)別・年齢別人口 東区” (xls). 2017年10月8日閲覧。
9. ↑  名古屋市役所総務局企画部統計課統計係 (2017年7月7日). “平成27年国勢調査　名古屋の町(大字)別・年齢別人口” (xls). 2017年10月8日閲覧。
10. ↑  “市立小・中学校の通学区域一覧”.   名古屋市 (2018年11月10日). 2019年1月14日閲覧。
11. ↑  “平成29年度以降の愛知県公立高等学校（全日制課程）入学者選抜における通学区域並びに群及びグループ分け案について”.   愛知県教育委員会 (2015年2月16日). 2019年1月14日閲覧。
12. 1 2  “都市公園の名称、位置及び区域並びに供用開始の期日” (2019年5月1日). 2019年11月3日閲覧。
13. ↑  名古屋市役所 子ども青少年局子育て支援部子育て支援課子育て支援係 (2017年11月15日). “東区のどんぐりひろば一覧”.   名古屋市. 2019年12月27日閲覧。
14. ↑  郵便番号簿 平成29年度版 - 日本郵便. 2019年03月10日閲覧 (PDF)

### 書籍
1. 1 2 3 4 5 6 7 8 9 10 11  名古屋市計画局 1992, p. 738.
2. 1 2 3  「角川日本地名大辞典」編纂委員会 1989, p. 1513.
3. ↑  名古屋市計画局 1992, p. 146.
4. ↑  名古屋市計画局 1992, p. 737.
5. 1 2 3 4 5 6  「角川日本地名大辞典」編纂委員会 1989, p. 1514.